# 구치사즈촌
구치사즈촌(口佐津村)은 효고현 기노사키군에 있던 촌이다. 현재의 미카타군 가미정 북동부에 해당한다.

## 역사
- 1889년 4월 1일 - 정촌제 시행에 의해 미쿠미군 7촌의 구역을 가지고 성립하였다.
- 1896년 4월 1일 - 기노사키군으로 변경되었다.
- 1955년 3월 25일 - 오쿠사즈촌, 아마루베촌, 가스미정, 나가이촌과 합병해 가스미정이 성립, 동일 구치사즈촌은 폐지되었다.

## 교통

### 철도
- 일본국유철도
  - 산요본선

### 도로
- 국도 제178호선

## 참고문헌
- 角川日本地名大辞典 28 兵庫県